# Lorenzo D'Avanzo
Lorenzo D'Avanzo (Roseto Valfortore, 1890 – Africa Settentrionale Italiana, 16 giugno 1940) è stato un militare italiano, decorato di Medaglia d'oro al valor militare alla memoria nel corso della seconda guerra mondiale.

## Biografia
Nacque a Roseto Valfortore, provincia di Foggia, nel 1890, figlio di Giuseppe e Maria Antonia Basso. Arruolatosi volontario nel Regio Esercito in data 1º febbraio 1909, viene ammesso a frequentare il corso allievi ufficiali di complemento presso l'81º Reggimento fanteria. Nel gennaio 1910 diviene sottotenente, passando in servizio nel 51º Reggimento fanteria.
Nel novembre dello stesso anno, in seguito a un concorso, entra in servizio permanente effettivo e, trasferito all'82º Reggimento fanteria, partì per la Tripolitania rimanendo assegnato al locale Regio corpo truppe coloniali fino al novembre 1913. Rientrò in Patria al fine di frequentare il Corso di applicazione a Parma, al termine del quale è promosso tenente nel novembre 1914.
Dopo l'entrata in guerra del Regno d'Italia, avvenuta il 24 maggio 1915, si distinse al comando di una sezione mitragliatrici rimanendo ferito in combattimento due volte. Promosso capitano nel novembre dello stesso anno,  frequentati i corsi per il servizio di Stato maggiore al termine dei quali presta poi servizio presso la 30ª Divisione nel marzo 1916. In seguito a partire dall'aprile fu in servizio al I Gruppo alpini, e poi alla 69ª Divisione, dove fu promosso maggiore nel mese di luglio, ed infine alla 58ª Divisione nel settembre 1917.
Al termine del conflitto risultava decorato con una Medaglia d'argento e una di bronzo al valor militare, e assegnato alla Divisione Militare di Roma passò poi a quella di Chieti.  Promosso tenente colonnello nel 1927, ritornò a Roma presso il Comando del Corpo d'armata rimanendovi fino a poco prima di essere promosso colonnello. Nel giugno 1935 assunse il comando del 4º Reggimento fanteria carrista allora in fase di formazione.
Ricoprì alcuni importanti incarichi durante la guerra di Spagna, e svolse diverse missioni di collegamento presso i comandi militari germanici. 
Nel gennaio 1939 fu trasferito in Cirenaica, assumendo dapprima il comando della base militare di Derna e poi quello della fanteria della Libia Orientale. All'inizio della guerra con la Francia e la Gran Bretagna ricopriva l'incarico di comandante del 2º Raggruppamento della 1ª Divisione libica.
Rimase ucciso in combattimento il 16 giugno 1940, durante la battaglia di Bir Ghirba.
Per onorarne il coraggio fu decretata la concessione della Medaglia d'oro al valor militare alla memoria con Regio Decreto 11 giugno 1941.
A Civitavecchia gli è intitolata una caserma dell'Esercito Italiano

### Fonti
1. 1 2  Gruppo Medaglie d'Oro al Valor Militare 1965, p. 391.
2. 1 2 3 4 5 6 7  Combattenti Liberazione.
3. 1 2 3 4 5 6 7  Italiani in guerra.
4. ↑   Bollettino ufficiale delle nomine, promozioni e destinazioni negli ufficiali e sottufficiali del R. esercito italiano e nel personale dell'amministrazione militare, 1942,  p. 1023. URL consultato il 3 marzo 2020.
5. ↑  web del Quirinale: dettaglio decorato.
6. ↑  Bollettino ufficiale 19 febbraio 1942, disp.17, registrato alla Corte dei conti li 4 agosto 1941, registro 26 guerra, foglio 162.